# Sceloporus omiltemanus
Sceloporus omiltemanus (південна тріщинна ігуана) — вид ігуаноподібних ящірок родини фриносомових (Phrynosomatidae). Ендемік Мексики.

## Поширення і екологія
Південні тріщинні ігуани мешкають в горах Південної Сьєрра-Мадре в штатах Оахака і Герреро. Вони живуть в гірських дубових, сосново-дубових і соснових лісах та в тріщинах серед скель. Зустрічаються на висоті від 2000 до 3700 м над рівнем моря. Відкладають яйця.